# Zwarte orgelvogel
De zwarte orgelvogel (Melloria quoyi) is een vogel uit de familie Artamidae (spitsvogels) en onderfamilie Cracticinae (orgelvogels). Het is een vogel die voorkomt in Australië en Nieuw-Guinea.

## Kenmerken
De zwarte orgelvogel is 32,5 tot 45 cm lang. Het is een opvallende blauwzwarte vogel met een relatief grote, zware snavel met een haakje aan het einde. De snavel is blauwgrijs en naar de punt toe zwart. Onvolwassen vogels zijn grijs tot roodbruin gemarmerd, maar vogels uit de populatie die zich in Noordoost-Queensland ophouden, houden dit jeugdkleed ook als ze volwassen zijn. De vogel is vrij schuw.

## Verspreiding en leefgebied
De zwarte orgelvogel komt voor op Nieuw-Guinea en de omliggende eilanden Misool, Salawati, Waigeo, Japen en de Aru-eilanden verder in een smalle strook langs de kust van Noord-Australië (Noordelijk Territorium en Noord-Queensland).
De soort telt vijf ondersoorten:
- M. q. quoyi: Nieuw-Guinea (behalve zuidelijk-centraal), Japen en West-Papoea.
- M. q. spaldingi: noordwestelijk en noordelijk Australië en Tiwi.
- M. q. alecto: het zuidelijke deel van Centraal-Nieuw-Guinea, de Aru-eilanden en de eilanden in de noordelijke Straat Torres.
- M. q. jardini: Kaap York-schiereiland.
- M. q. rufescens: noordoostelijk Queensland.

Het is een vogel van regenwoud, bossen en half open landschappen, bosranden, mangrove en agrarisch landschap tot op 750 m boven de zeespiegel.

## Status
De zwarte orgelvogel heeft een groot verspreidingsgebied en daardoor is de kans op uitsterven gering. De grootte van de populatie is niet gekwantificeerd, maar is op de meeste plaatsen vrij algemeen. Er is geen aanleiding te veronderstellen dat de soort in aantal achteruit gaat. Om deze redenen staat deze orgelvogel als niet bedreigd op de Rode Lijst van de IUCN.

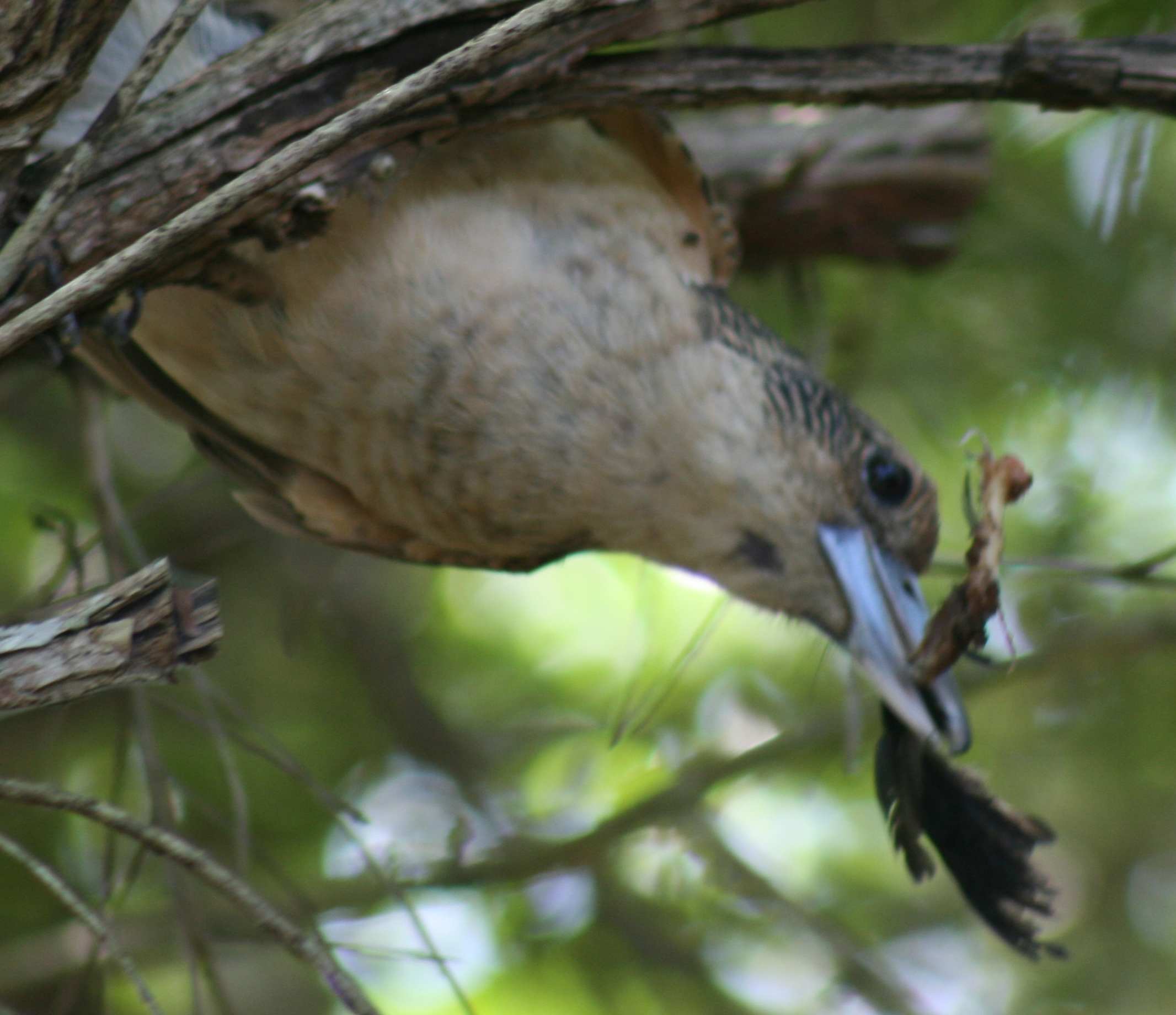
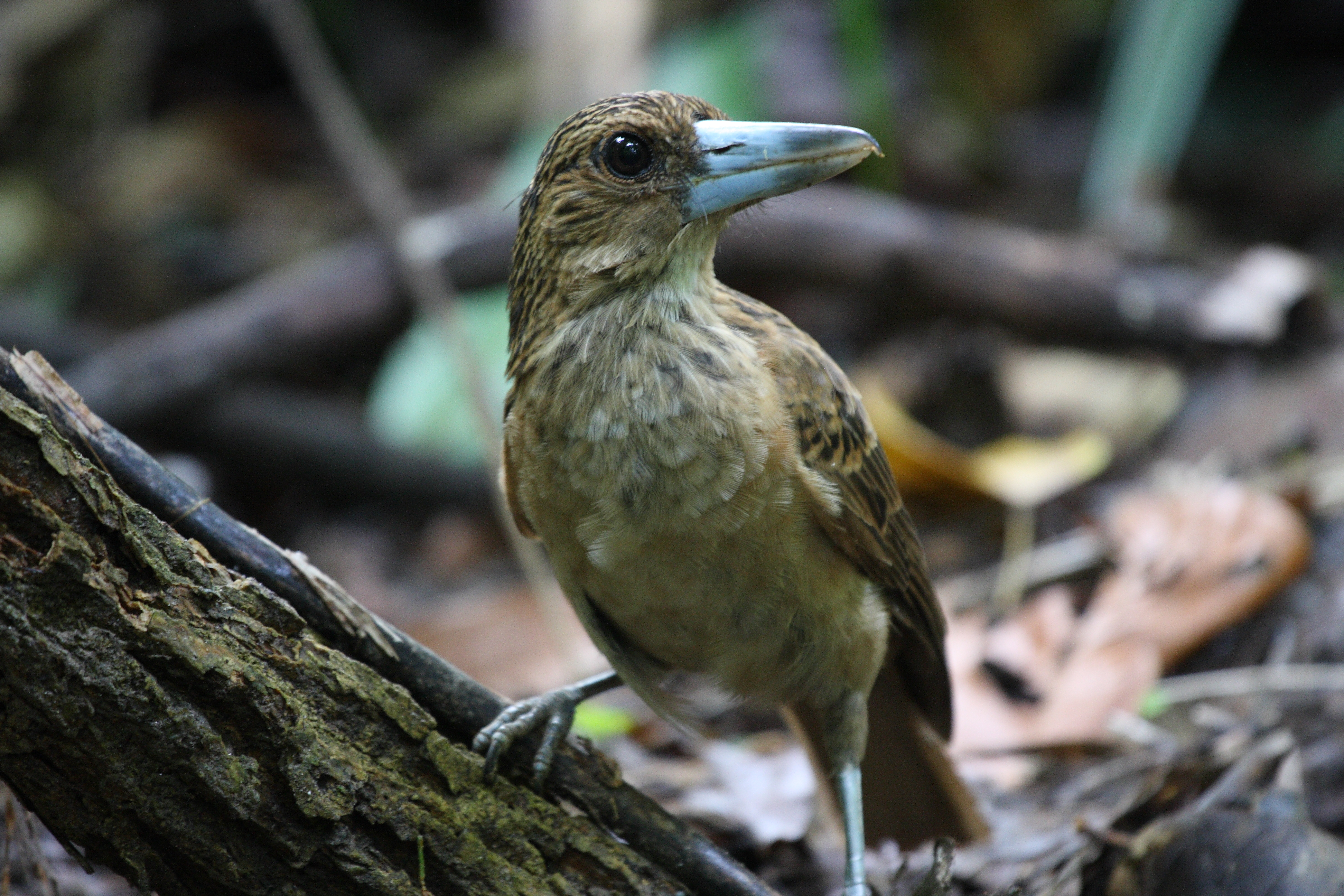
Onvolwassen vogel
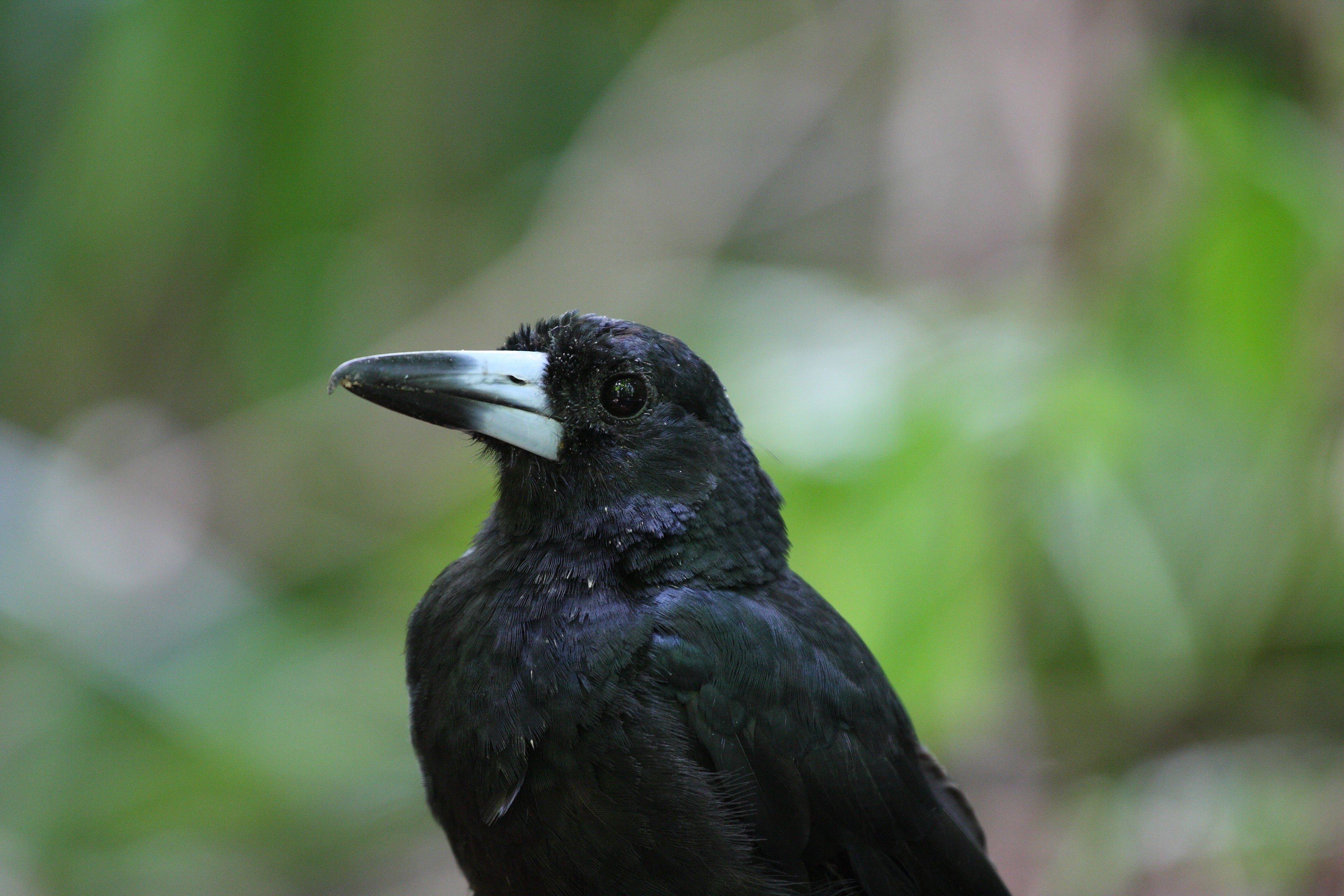
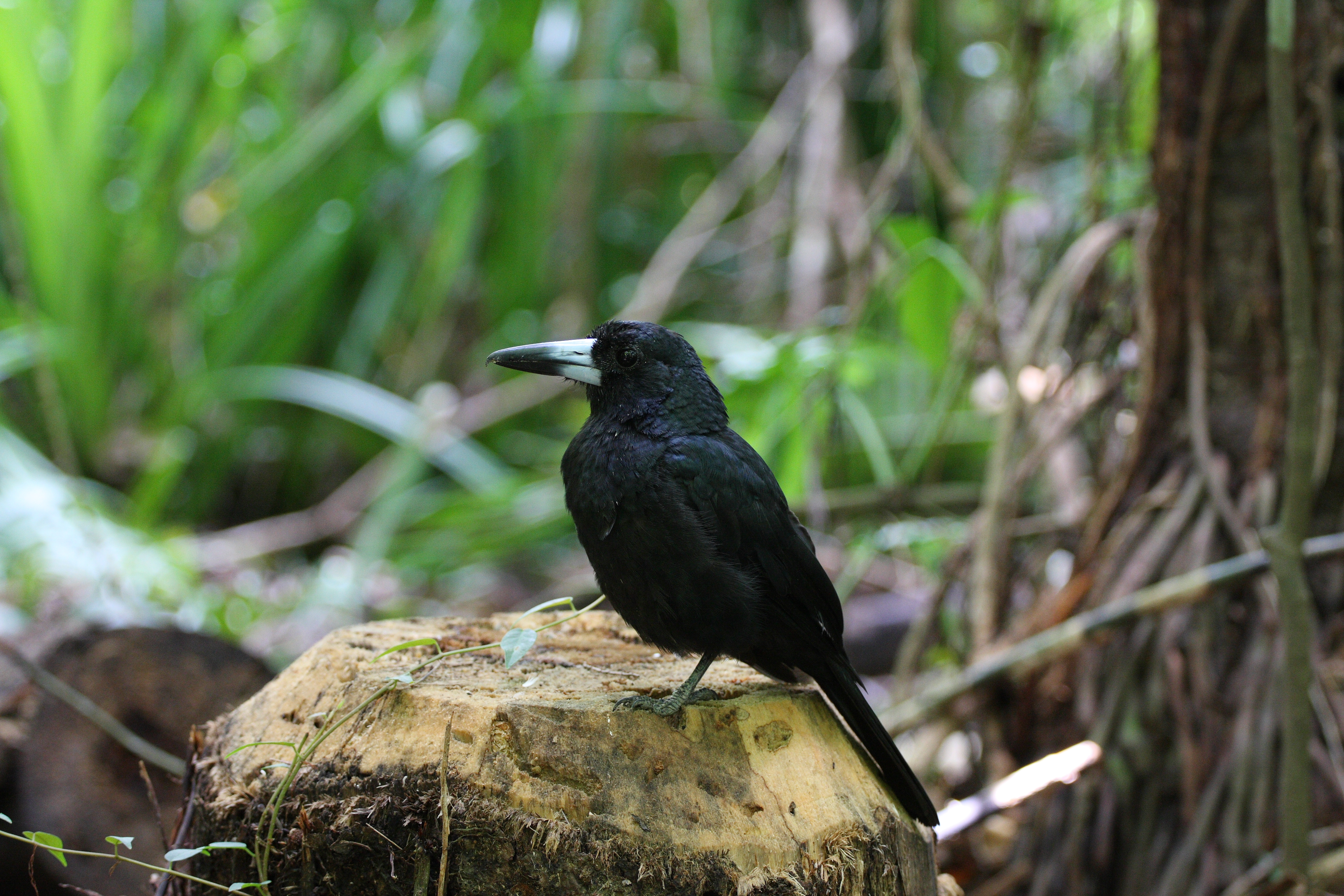